# Thérèse de Saxe-Altenbourg (1836-1914)
Pour les articles homonymes, voir Thérèse de Saxe-Altenbourg (homonymie).
Titres
Duchesse consort de Dalécarlie
16 avril 1864 – 4 mars 1873
(8 ans, 10 mois et 16 jours)
Duchesse douairière de Dalécarlie
4 mars 1873 – 9 novembre 1914
(41 ans, 8 mois et 5 jours)
Thérèse de Saxe-Altenbourg (en allemand :  Therese Amalie Karoline Josephine Antoinette von Sachsen-Altenburg) est née le 21 décembre 1836 à Triesdorf, Weidenbach (Royaume de Bavière) et morte le 9 novembre 1914 au Château de Haga de Stockholm (Suède-Norvège), est une princesse de Saxe-Altenbourg, devenue, par mariage en 1864, princesse de Suède-Norvège et duchesse consort de Dalécarlie.
En Suède, Thérèse de Saxe-Altenbourg s'est illustrée dans le monde de la musique classique en composant plusieurs œuvres interprétées, entre autres, par Felix Mendelssohn.

## Biographie

### Famille
Thérèse de Saxe-Altenbourg, née le 21 décembre 1836 à Triesdorf, Weidenbach, dans le royaume de Bavière est la fille aînée du prince Édouard de Saxe-Altenbourg et de la princesse Amélie de Hohenzollern-Sigmaringen.
Le 14 janvier 1841, tandis que Thérèse a quatre ans, sa mère meurt, laissant trois autres orphelins : Antoinette (1838-1908), Louis (1839-1844) et Jean (1841-1844). Son père, Édouard de Saxe-Altenbourg, lieutenant-général bavarois, épouse en secondes noces, à Greiz, le 8 mars 1842, Louise de Reuss-Greiz  et s'établit à Munich avec sa famille. En 1844, les princes Louis et Jean de Saxe-Altenbourg meurent de la scarlatine. Leur père, Édouard de Saxe-Altenbourg meurt à son tour, le 16 mai 1852. Thérèse est alors confiée à sa cousine Marie de Saxe-Altenbourg et à son mari le roi Georges V de Hanovre. Leur cour fastueuse est cependant caractérisée par la froideur de la reine de Hanovre. En 1856, Thérèse de Saxe-Altenbourg déménage et est recueillie par son oncle le prince Charles-Antoine de Hohenzollern-Sigmaringen qui réside à Düsseldorf au sein d'une cour où sont accueillis divers artistes, musiciens et écrivains et où elle s'épanouit.

### Mariage

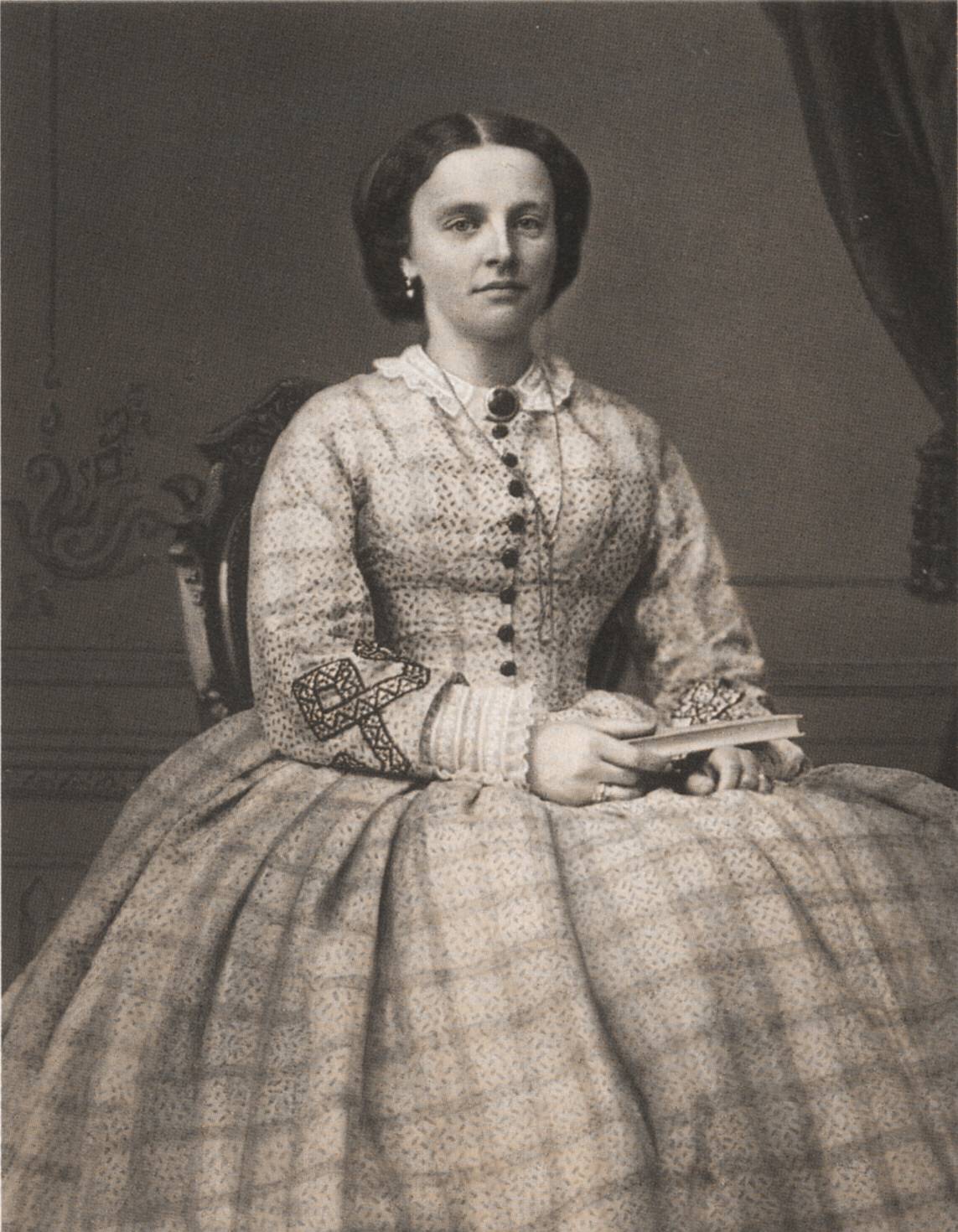
Thérèse de Saxe-Altenbourg, photographiée par Otto Post & Co en 1864.

Thérèse de Saxe-Altenbourg épouse — après l'avoir rencontré une fois à Düsseldorf, où des fiançailles sont conclues le 7 janvier 1864 — le 16 avril suivant à Altenbourg (duché de Saxe-Altenbourg), le prince Auguste de Suède-Norvège, (né au château de Drottningholm le 24 août 1831 et mort au palais royal de Stockholm le 4 mars 1873). Le marié est le fils puîné du roi Oscar Ier de Suède et de Norvège et de Joséphine de Leuchtenberg.
Thérèse de Saxe-Altenbourg devient dès lors, princesse de Suède-Norvège et Duchesse consort de Dalécarlie.
Le couple demeure habituellement au palais royal de Stockholm et, lors de la saison estivale, au château de Haga. Thérèse est désormais installée dans une cour de princes et princesses artistes. Elle-même y reçoit une sérieuse formation musicale de pianiste et de chanteuse. Dès la première année de son arrivée en Suède, elle compose plusieurs œuvres pour piano. Felix Mendelssohn interprète parfois les œuvres de la princesse, tel Le Lied ohne Worte. Dans les années suivantes, Thérèse compose une marche de cavalerie en l'honneur du roi Charles XV (1865), ainsi qu'une musique pour mazurka (1869).
Le 4 mars 1873, le prince Auguste meurt presque subitement, à l'âge de 41 ans probablement d'une insuffisance cardiaque. Leur union est demeurée sans postérité.

### Duchesse douairière
Veuve à 36 ans, Thérèse devient duchesse douairière de Dalécarlie. Sa santé mentale défaillante requiert la nomination d'un tuteur, le ministre d'État Louis De Geer (1818-1896). Son état l'oblige à alterner les séjours entre sa résidence de Haga et la maison qu'elle acquiert en 1875 à Neuchâtel, en Suisse, où elle continue à composer plusieurs romances, démontrant sa maîtrise du Lied. En 1890, elle quitte définitivement sa résidence helvétique pour s'établir au château de Haga. Elle y fonde une institution caritative dénommée Arbets- och Barnstugan i Hagalund dont elle s'occupe activement.
La princesse Thérèse meurt à Stockholm, des suites d'une hémorragie interne de l'estomac, à l'âge de 77 ans, le 9 novembre 1914. Elle est inhumée, le 17 novembre suivant, après un service funèbre prononcé par Gottfrid Billing, évêque de Lund, dans l'église de Riddarholmen située à Stockholm.

## Titres et honneurs

### Titulature
- 21 décembre 1836 — 16 avril 1864 : Son Altesse la princesse Thérèse de Saxe-Altenbourg, duchesse de saxe.
- 16 avril 1864 — 4 mars 1873 : Son Altesse Royale la duchesse de Dalécarlie.
- 4 mars 1873 — 7 juin 1905 : Son Altesse Royale la duchesse douairière de Dalécarlie.
- 7 juin 1905 — 9 novembre 1914 : Son Altesse Royale la duchesse douairière de Dalécarlie.